# Proasellus rectangulatus
Proasellus rectangulatus är en kräftdjursart som beskrevs av Odette Afonso1982. Proasellus rectangulatus ingår i släktet Proasellus och familjen sötvattensgråsuggor. Inga underarter finns listade i Catalogue of Life.